# Idioma potiguara
El potiguara es una lengua indígena extinta anteriormente hablada en Brasil por los miembros de la etnia potiguara, en el estado de Paraíba. Desde el punto de vista lingüístico la lengua pertenece a la familia tupí-guaraní.
Alain Fabre propuso, en el segundo volumen de su libro Manual de las lenguas indígenas sudamericanas (1998), que el potiguara sea catalogado como lengua inclasificable.